# Corona (Kalifornien)
Corona ist eine Stadt im Riverside County im US-Bundesstaat Kalifornien, Vereinigte Staaten. Das U.S. Census Bureau hat bei der Volkszählung 2020 eine Einwohnerzahl von 157.136 ermittelt. 

## Geografie
Corona befindet sich im Nordwesten des Riverside County in Südkalifornien. Die Stadt grenzt an Norco und Riverside im Nordosten, Chino Hills im Nordwesten sowie Yorba Linda und den Cleveland National Forest im Südwesten. Nahe gelegene kleine Gemeinden sind zudem Home Gardens und El Cerrito. Ein Stück östlich der Stadt liegt der Stausee Lake Mathews. Das Stadtgebiet erstreckt sich über eine Fläche von 100,829 km², wovon 100,558 km² Landfläche sind. Corona ist eine principal city der Metropolitan Statistical Area (MSA) Riverside–San Bernardino–Ontario mit rund 4,6 Millionen Einwohnern.

### Stadtgliederung
Corona ist in drei Bezirke aufgeteilt.

#### North Corona

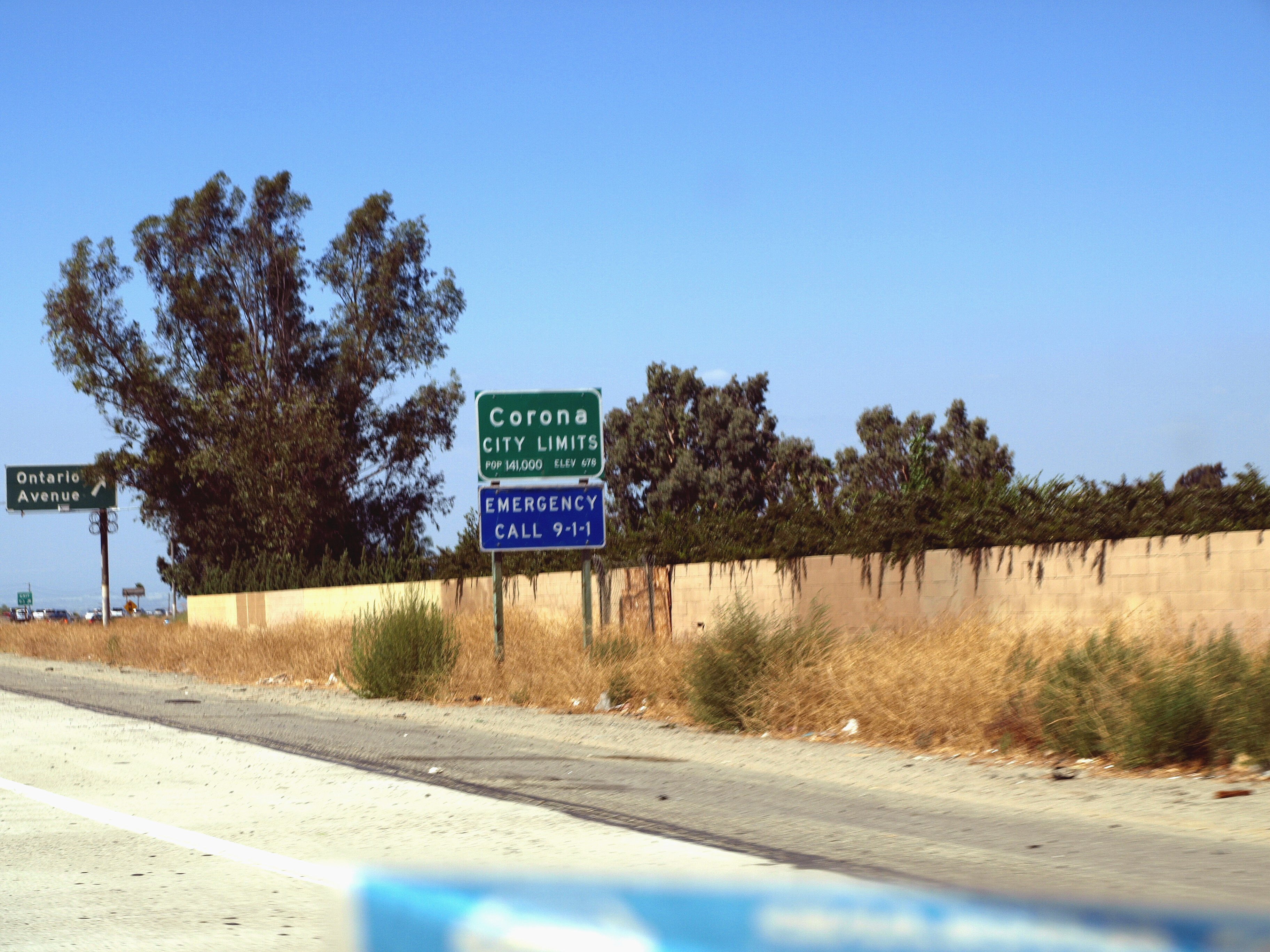
Stadtgrenze im Norden von Corona

Der nördliche Stadtteil grenzt an Norco und liegt nördlich der California State Route 91. Er besteht größtenteils aus Siedlungen, wird aber auch gewerblich genutzt. Die Bevölkerung gehört vermehrt der mittleren bis höheren mittleren Einkommensklasse an und wohnt in Häusern, die hauptsächlich nach den späten 1990er Jahren gebaut wurden. North Corona gilt als gepflegt und sehr sicher. Die meisten Einwohner sind Weiße, einige auch Asiatische Amerikaner. Der Stadtteil bietet gut bewertete Schulen und zahlreiche Einkaufsmöglichkeiten.

#### Central Corona
Der zentrale Teil der Stadt umfasst den inneren Kreis der Grand Avenue, alle Gebiete südlich der California State Route 91 und nördlich der Ontario Avenue. Von den drei Stadtteilen ist Central Corona der mit Abstand älteste; die meisten Häuser sind um 1910 herum gebaut worden. Bewohnt wird der Stadtteil größtenteils von Hispanics und Weißen. Die Einwohner leben oft in restaurierten Häusern.

#### South Corona
Das Stadtgebiet südlich der Ontario Avenue bildet den modernsten und gehobensten Stadtteil (South Corona). Die meisten Gebäude hier wurden erst in diesem Jahrtausend gebaut und verleihen dem Stadtteil den Charakter eines Vorortes, einige Bereiche im Vorland bestehen jedoch mehr aus speziell gebauten Herrenhäusern. Hier befinden sich die am besten bewerteten Schulen der ganzen Stadt, teilweise auch der Region. South Corona ist als sauber, homogen und gut gepflegt bekannt. Die Bewohner gehören vermehrt der oberen mittleren bis höheren Einkommensklasse an und haben europäische Vorfahren.

### Klima
In Corona herrscht warmes Mittelmeerklima mit milden Wintern und heißen Sommern, im Winter kann es jedoch unter Umständen auch Frost geben, so dass Schneefall auf den umliegenden Bergen möglich ist. Normalerweise bleiben die Temperaturen jedoch auch zu dieser Zeit im Bereich von 18  °C. Im Sommer liegen die Durchschnitts-Höchstwerte zwischen 30 und 35  °C. In den wärmsten Monaten kann es jedoch auch bis über 40  °C warm werden; der Rekordwert von 2006 liegt bei 47  °C.  Regen fällt in Corona wie in ganz Südkalifornien größtenteils von Winter bis Anfang Frühjahr.
|                        | Jan  | Feb  | Mär  | Apr  | Mai | Jun | Jul | Aug | Sep | Okt  | Nov  | Dez  |   |      |
| Mittl. Temperatur (°C) | 13   | 14   | 16   | 18   | 21  | 23  | 27  | 27  | 25  | 21   | 16   | 13   | ⌀ | 19,5 |
| Mittl. Tagesmax. (°C)  | 21   | 21   | 23   | 26   | 28  | 32  | 35  | 36  | 33  | 28   | 24   | 20   | ⌀ | 27,3 |
| Mittl. Tagesmin. (°C)  | 6    | 7    | 8    | 10   | 13  | 15  | 18  | 18  | 17  | 13   | 8    | 6    | ⌀ | 11,6 |
|                        |      |      |      |      |     |     |     |     |     |      |      |      |   |      |
| Niederschlag (mm)      | 53,1 | 66,3 | 42,2 | 19,6 | 3,8 | 2,0 | 1,0 | 2,8 | 3,3 | 13,0 | 21,1 | 36,8 | Σ | 265  |

| 6 |

| 7 |

| 8 |

| 10 |

| 13 |

| 15 |

| 18 |

| 18 |

| 17 |

| 13 |

| 8 |

| 6 |

| 6 |

| 7 |

| 8 |

| 10 |

| 13 |

| 15 |

| 18 |

| 18 |

| 17 |

| 13 |

| 8 |

| 6 |

## Geschichte
Corona wurde 1886 gegründet, als die Zitrusfrüchte in Kalifornien einen großen Boom erlebten. Vorteilhafterweise liegt die Stadt am oberen Ende des Santa Ana River Canyon, dem einzigen bedeutsamen Pass durch die Santa Ana Mountains. Einst erhob Corona Anspruch auf die Bezeichnung "Lemon Capital of the World"; noch heute zeigt ein Museum in der Stadt die Bedeutung der Zitrone für die örtliche Wirtschaft.

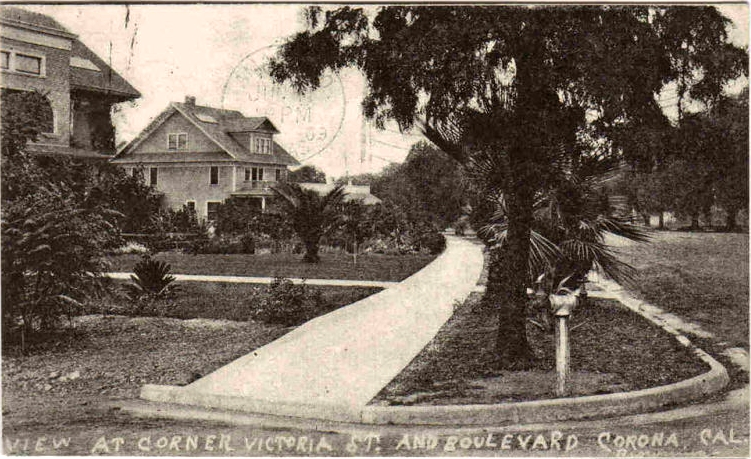
Häuser an der Kreuzung von Victoria Street und Grand Boulevard, 1909

Seinen Namen und auch den Spitznamen The Circle City verdankt die Stadt ihrem ungewöhnlichen Straßensystem, das zwar größtenteils auf dem typischen Grid, also einem rasterähnlichen Straßennetz basiert, jedoch mit dem Grand Boulevard in der Mitte auch einen Straßenring mit 1,6 km Durchmesser und 4,8 km Streckenlänge enthält. Hier wurden 1913, 1914 und 1916 drei internationale Automobilrennen ausgetragen. Die Sieger waren Earl Cooper auf Stutz im Jahr 1913, Eddie Pullen auf Mercer 1914 und Eddie O’Donnell (mit Beifahrer Jimmy Murphy) auf Duesenberg 1916. Bei der dritten Auflage am 8. April 1916 kamen der Rennfahrer Bob Burman, sein Beifahrer Erick Schrader und der Polizist William Henry Speer bei einem schweren Unfall ums Leben, was zum Ende der Rennaktivitäten in Corona führte.
Coronas Straßennetz wurde von Hiram Clay Kellogg entworfen. Dieser stammte aus Anaheim und war eine der einflussreichsten Persönlichkeiten in der frühen Entwicklung des benachbarten Orange County.
Die Stadt hat ihren Ursprung im Mai 1886, als die South Riverside Land and Water Company gegründet wurde und ihre Mitglieder um den ehemaligen Gouverneur von Iowa, Samuel Merrill, die Rancho La Sierra und die Rancho Temescal kauften. Dieses Gebiet wurde zu South Riverside. Sie sicherten sich zudem die Wasserrechte am Temescal Creek, seiner Nebenflüsse und dem Lee Lake. Mit Pipelines und Dämmen wurde das Wasser nach South Riverside gebracht. Schließlich besaß die Organisation Rechte am ganzen Wasser im Temescal Valley und begann, artesische Brunnen zu bohren. 1896 wurde South Riverside in Corona umbenannt, im gleichen Jahr erfolgte die Stadtgründung.
Prominente schätzen Corona wegen der gehobenen Gebiete und Privatsphäre im Vergleich zu Los Angeles. Desi Arnaz und Lucille Ball verbrachten Zeit auf ihrer Ranch im Stadtteil South Corona und spielten Golf am Cresta Verde Golf Course im Nordosten der Stadt. Nach ihrer Scheidung lebte Arnaz weiter in Corona.
In den letzten Jahren wurde Corona als Tor zum Inland Empire bekannt. Noch vor den 1980er Jahren war die Stadt durch Obstgärten und Farmen landwirtschaftlich geprägt. Hohe Immobilienpreise im Los Angeles County und Orange County machten das Land später für den Industriesektor interessant.
Corona hat sich mit der Zeit zu einer Pendlerstadt entwickelt, da viele der Einwohner in umliegenden Städten und Countys arbeiten. Die Entwicklung der Stadt wurde durch den Anschluss an diese Gebiete über die California State Route 91 beschleunigt. Viele Firmen verlegten ihre Standorte vom nördlichen Orange County weg, um näher an den Wohnorten ihrer Beschäftigten in Corona und Riverside zu sein. Über die California State Route 71 sind zudem das Pomona und San Gabriel Valley gut zu erreichen.
Im November 2008 war Corona die erste Stadt, die von den Waldbränden in Südkalifornien getroffen wurde.
Seit der Gründung 2015 ist die Stadt der Verwaltungssitz der World Mosquito Control Association.

### Vorschläge zur Gründung eines Corona County
2002 gab es Pläne, Corona vom Riverside County abzuspalten und ein eigenes Corona County zu gründen, da Unzufriedenheit mit den Dienstleistungen laut wurde. Andere Städte im Westen des Riverside County wie beispielsweise Murrieta hegten ähnliche Pläne. Das neue County hätte an das San Bernardino County im Nordwesten und das Orange County im Westen gegrenzt, eventuell wären nahegelegene Städte wie Norco ebenfalls Teil eines Corona County geworden. Es kam jedoch nie zur Abspaltung.

## Politik
Corona ist Teil des 37. Distrikts im Senat von Kalifornien, der momentan vom Republikaner Bill Emmerson vertreten wird, und dem 71. Distrikt der California State Assembly, vertreten vom Republikaner Jeff Miller. Des Weiteren gehört Corona Kaliforniens 44. Kongresswahlbezirk an, der einen Cook Partisan Voting Index von R+6 hat und vom Republikaner Ken Calvert vertreten wird.

## Wirtschaft und Infrastruktur

### Verkehr

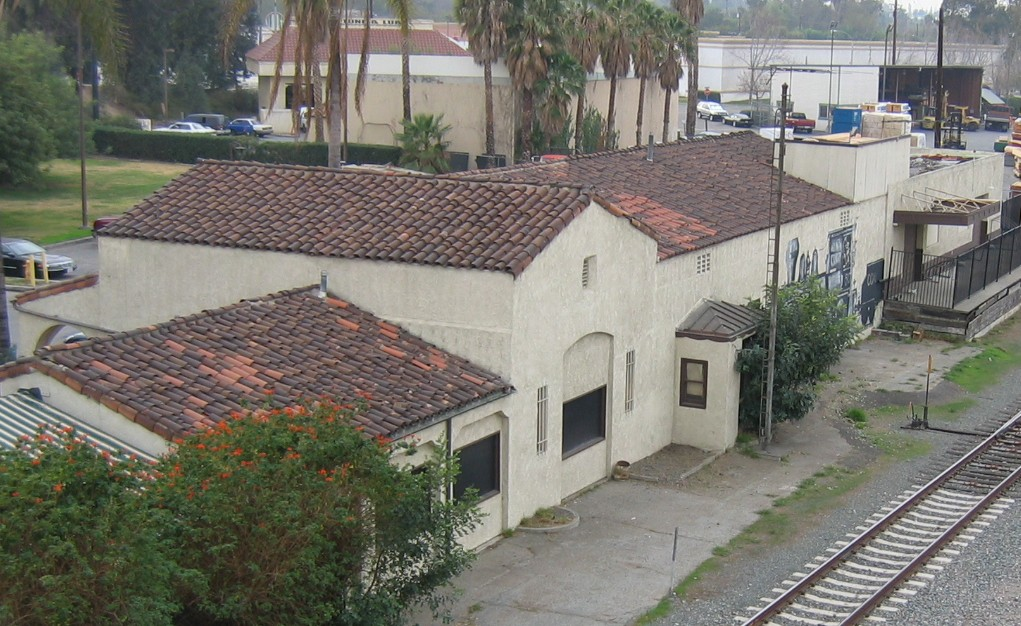
Bahnhof in Corona

Corona liegt an den California State Routes 71 und 91 sowie dem Interstate 15 und der 91 Line von Metrolink, die Los Angeles mit Riverside verbindet.
Die Innenstadt ist umgeben von der Ringstraße Grand Boulevard.
Es wurde die Idee diskutiert, einen 16 km langen Tunnel für Autos und Hochgeschwindigkeitszüge unter dem Santiago Peak zu bauen, um den Interstate 15 in Corona mit dem Interstate 5 und der California State Route 55 im Orange County zu verbinden. Mit diesem Vorhaben könnte Verkehr speziell durch Pendler von der stark überlasteten California State Route 91 umgeleitet werden.
Die Stadt hat einen eigenen Flugplatz, den Corona Municipal Airport, mit einer 980 m langen Start- und Landebahn. Am 20. Januar 2008 kollidierten zwei kleine Passagierflugzeuge über Corona, alle vier Personen an Bord starben.

### Wirtschaft
Corona ist Standort mehrerer bekannter Unternehmen, darunter:
- Fender Musical Instruments Corporation, Hersteller von Musikinstrumenten, insbesondere E-Gitarren
- Monster Beverage, Getränkehersteller, der vor allem für Monster Energy Drinks bekannt ist
- Actavis, fünftgrößter Pharmakonzern in den USA
- West Coast Customs, Hersteller von Fahrzeug-Spezialumbauten, bekannt durch die Fernsehsendung Pimp My Ride

## Söhne und Töchter der Stadt
- Michael Parks (1940–2017), Filmschauspieler
- Cirilo Flores (1948–2014), Bischof von San Diego
- Ken Calvert (* 1953), Politiker und Kongressabgeordneter
- Gary Webb (1955–2004), Journalist, Gewinner des Pulitzer-Preises
- Tyler Hoechlin (* 1987), Filmschauspieler
- Matt Kalil (* 1989), Footballspieler
- Richard Dornbush (* 1991), Eiskunstläufer
- Jacob Tuioti-Mariner (* 1996), American-Football-Spieler
- Marcus Williams (* 1996), American-Football-Spieler
- Camryn Bynum (* 1998), American-Football-Spieler
- Leonardo Sepúlveda (* 2001), mexikanisch-amerikanischer Fußballspieler

## Partnerstädte
- Silkeborg, Dänemark